# زاغ درختی شکم‌سفید
زاغ درختی شکم‌سفید(نام علمی: Dendrocitta leucogastra) نام یک گونه از سرده زاغ‌های درختی دم‌دراز است.